# Brachythemis rufina
Brachythemis rufina är en trollsländeart som först beskrevs av W. Foerster 1906.  Brachythemis rufina ingår i släktet Brachythemis och familjen segeltrollsländor. Inga underarter finns listade i Catalogue of Life.